# یوهی کوروکاوا
یوهی کوروکاوا (ژاپنی: 藏川 洋平؛ زادهٔ ۱۰ اوت ۱۹۷۷) یک بازیکن فوتبال اهل ژاپن است.
از باشگاه‌هایی که در آن بازی کرده‌است می‌توان به باشگاه فوتبال یوکوهاما مارینوس، باشگاه فوتبال کاشیوا ریسول و باشگاه فوتبال رواسو کوماموتو اشاره کرد.